# Franz Anton Lohage
Franz Anton Lohage (* 31. März 1815 in Grevenstein; † 22. April 1872 in Unna) war ein deutscher Eisenhüttenmann, Chemiker und Erfinder.

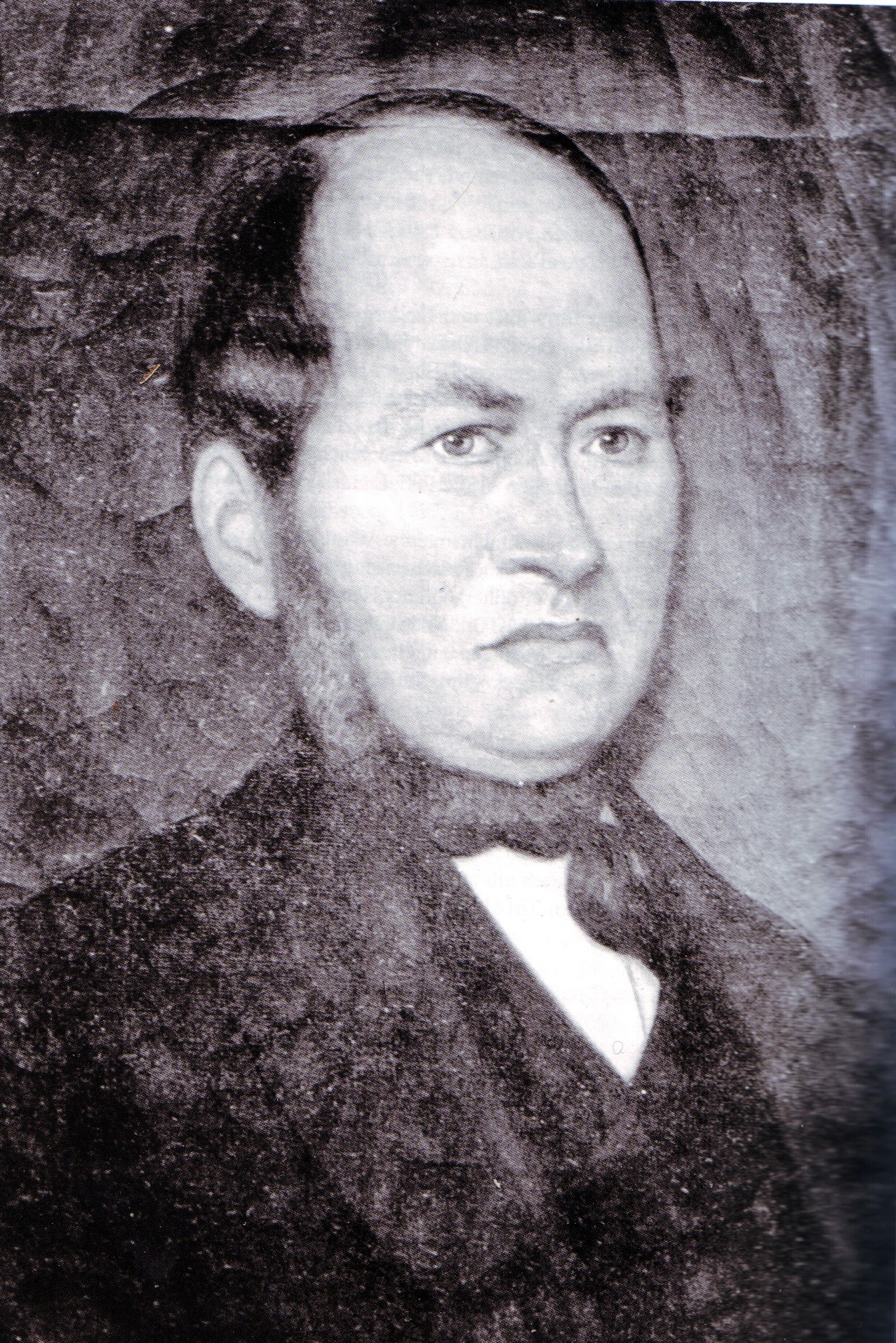
Franz Anton Lohage (zeitgenössisches Gemälde, heute im Sauerland-Museum Arnsberg)

## Leben
Am 31. März 1815 wurde Franz Anton Lohage als fünftes Kind des Schneiders Kaspar Lohage und Maria Christina geborene Mertens in Grevenstein geboren. Nach dem Besuch der Volksschule wurde er im zwölften Lebensjahr von seinem Vater in der Schneiderei unterwiesen. Wegen mangelndem Interesse verließ er die Schneiderei. Danach arbeitete er als Ackerknecht in Balve und später als Arbeiter in der Chemischen Fabrik Wocklum. Seine Verbesserungsvorschläge zur Arbeitsvereinfachung führten allerdings zu seiner Entlassung.
Der damalige Oberpräsident von Westfalen, Ludwig von Vincke, erfuhr von dem Vorfall und ermöglichte Lohage im Jahr 1837 über eine Freistelle den Besuch der Gewerbeschule in Hagen. Nach seinem Schulabschluss arbeitete dieser in chemischen Fabriken in Iserlohn und Oranienburg. Von 1842 bis 1844 besuchte er als Stipendiat das Gewerbeinstitut in Berlin, eine Vorgänger-Einrichtung der Technischen Hochschule. Ein Jahr danach ließ sich Lohage in Dortmund nieder, wo er zusammen mit Wilhelm Overbeck die Stearinfabrik Overbeck & Lohage aufbaute. Ebenfalls 1845 heiratete er Anna Fischer. Lohage trennte sich 1847 von seinem Geschäftspartner und zog nach Unna. Im Jahr 1848 unternahm er im Auftrag des preußischen Staates eine Studienreise nach England und Schottland. Gemeinsam mit seinem Unneraner Bekannten Gustav Bremme beschäftigte sich Lohage auch mit Verfahren und Versuchen zur Herstellung von Stahl. Ihnen gelang es, unter strikter Überwachung und Steuerung des Glühvorgangs harten Stahl im Puddelofen zu erzeugen. Das neue Verfahren schuf ein hochwertiges Zwischenprodukt, den Schweiß-Stahl. Die gemeinsame Erfindung, eine Weiterentwicklung des sogenannten Puddelverfahrens, wurde von vielen Werken übernommen. Einem Patent in Frankreich 1849 folgten 1850 Patente in Großbritannien, Belgien und Österreich.
Lohage gründete 1850 mit anderen Teilhabern die Stahlgesellschaft Lohage, Bremme & Co. In den Jahren 1851 bis 1853 unternahm er mehrere Auslandsreisen. Ab 1854 arbeitete er erfolglos an einem neuen Stahlraffinierverfahren zur Verbesserung seiner Erfindung. Ebenso scheiterte die Herstellung von künstlichen Diamanten. Lohage wurde 1855 Mitglied im Naturhistorischen Verein der preußischen Rheinlande und Westfalens. In den folgenden Jahren hielt er vor dieser Gesellschaft auch Vorträge. Im Jahr 1856 arbeitete er an einem Verfahren zur Herstellung von Kupferaluminium und verschiedener chemischer Produkte. Ab 1857 war er für führende Eisen- und Stahlunternehmen als Berater tätig. Darunter war 1857 die Gutehoffnungshütte in Oberhausen, 1857–1858 ein Unternehmen in Siegburg, 1858–1859 Unternehmen in Sheffield und 1860–1861 die Wilhelmshütte in Warstein. In den Jahren 1860 bis 1864 arbeitete er für die Bochumer Gussstahlhütte. Dort gelang es ihm, große Gussstahlblöcke herzustellen. Dieses Verfahren wurde in Großbritannien und den USA patentiert. Danach beriet er die Ilseder Hütte bei Peine. In der Folge beschäftigte er sich mit der Theorie der Bierherstellung und der Entfernung von Chlor aus der Bleiche. Lohage zählt zu den Mitbegründern des Unnaer Bildungsvereins und Dortmunder Gewerbevereins. Er starb im Alter von 57 Jahren an einer Pockeninfektion.